# Charlotte Susa
Charlotte Susa, nata Charlotta Wegmüller (Klaipėda, 1º marzo 1898 – Basilea, 28 luglio 1976), è stata un'attrice e cantante tedesca.

## Biografia
Nata a Memel, nella Prussia Orientale (poi Klaipėda, in Lituania) Charlotta Wegmüller fece gli studi elementari a Tilsit (poi Sovetsk, in Russia) proseguendo con una scuola di canto a Mannheim. Esordì nel 1915 a Tilsit ne Il flauto magico di Mozart, avendo adottato il cognome della madre, italiana di nascita.
Interpretò vari ruoli in opere e operette rappresentate in molteplici teatri della Germania, finché nel 1926 debuttò al cinema con una piccola parte nel film Der Prinz und die Tänzerin, di Richard Eichberg. Fu il primo di 36 film, nei quali passò da ruoli di femme fatale fino a quelli drammatici di una donna criminale.
Nel 1932 firmò per la Metro-Goldwyn-Mayer e partì per gli Stati Uniti, con l'aspettativa di rivaleggiare con la Garbo, ma a Hollywood non interpretò neanche un film, rompendo il contratto e rientrando in Germania nel 1934. Qui recitò nel 1941 il suo ultimo film, Der Gasmann, con Anny Ondra e Heinz Rühmann, tornando poi al teatro.
Charlotte Susa si sposò tre volte: col regista Paul Cablin e con gli attori Arthur Malkowsky e Andrews Engelmann. Morì in Svizzera a 78 anni.

## Filmografia parziale
- Der Prinz und die Tänzerin (1926)
- Der Sieg der Jugend (1927)
- Du sollst nicht stehlen (1928)
- Erotikon (1929)
- Il tigre (1930)
- Caiser contro Caiser (1931)
- La flotta delle illusioni (1934)
- Tigre reale (1935)
- Donne e carnefici (1935)
- Notte romantica (1939)
- Der Gasmann (1941)